# Heliconia burleana
Heliconia burleana es una especie de planta de la familia Heliconiaceae. Es originaria de Colombia,  Ecuador y Perú. Su hábitat natural son los bosques montanos húmedos tropicales y subtropicales.